# Western Digital
A Western Digital, rövidítve WD, amerikai merevlemez-gyártó cég. Külső és belső merevlemezeket egyaránt gyárt. 

## Története
1970-ben alapította Alvin Phillips, a Motorola korábbi alkalmazottja, General Digital néven. Eredetileg a kaliforniai Newport Beach-en volt a székhelye, majd nem sokkal később Santa Anába költözött, így az egyik legnagyobb Orange County-beli technológiai céggé vált. Legnagyobb riválisa a Seagate; jelenleg ők ketten uralják a merevlemezek piacát. A WD második legnagyobb riválisa a Micron Technology.
A Western Digital márkanevei: WD (fogyasztói piacra szánt merevlemezek), WD Black (stilizált alakja: "WD_BLACK", nagy teljesítményű merevlemezek és SSD-k), SanDisk (flash memória) és SanDisk Professional (korábban G-Technology; professzionális termékek). A cég székhelye a kaliforniai San Joséban található. 
A Western Digital részvényeit a NASDAQ tőzsdén jegyzik. Részvényei a S&P 500 tőzsdeindexben szerepelnek, korábban a Nasdaq-100 tőzsdeindexben is megtalálható volt.

## Termékek

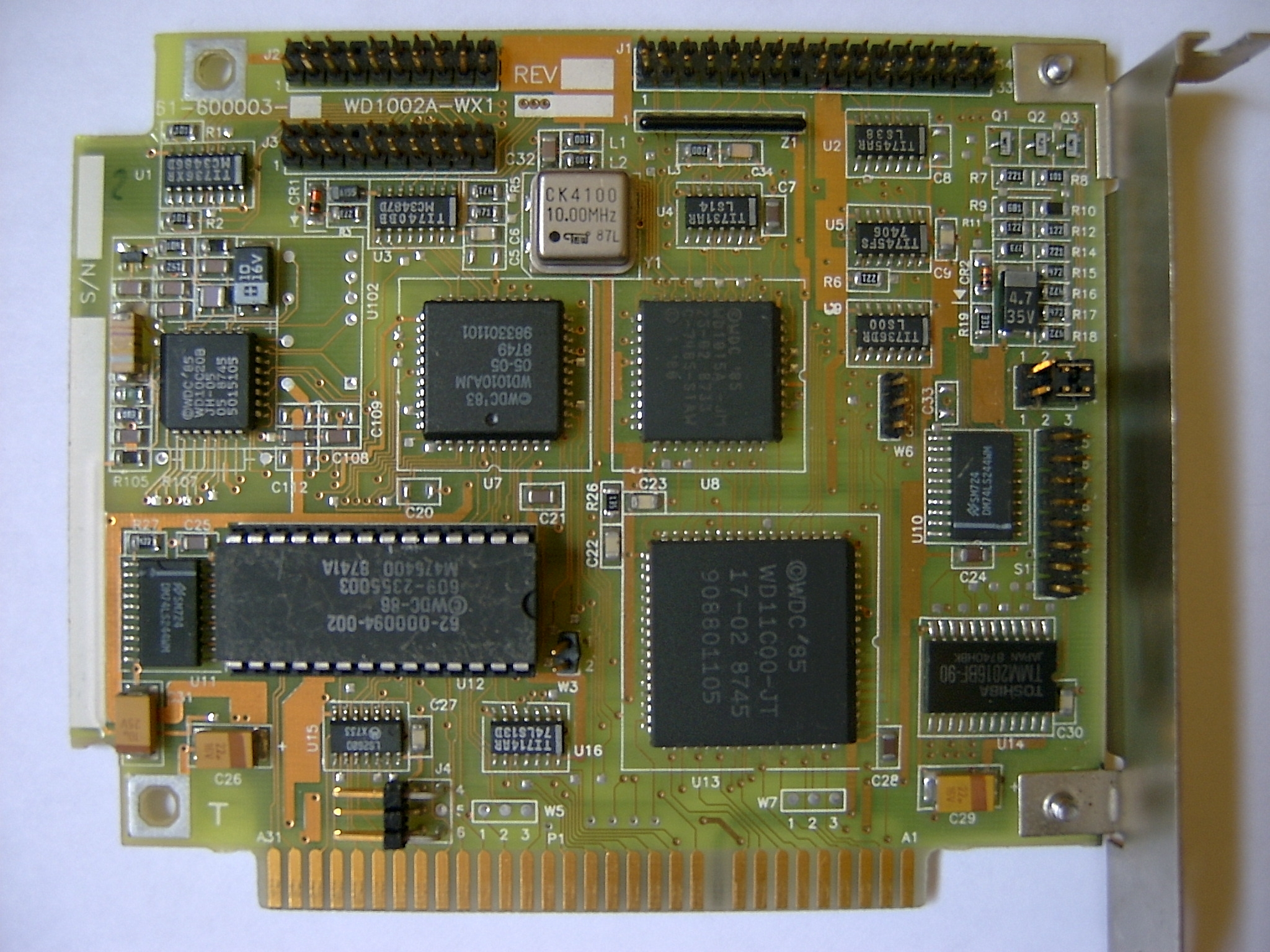
Controller WD1002A-WX1
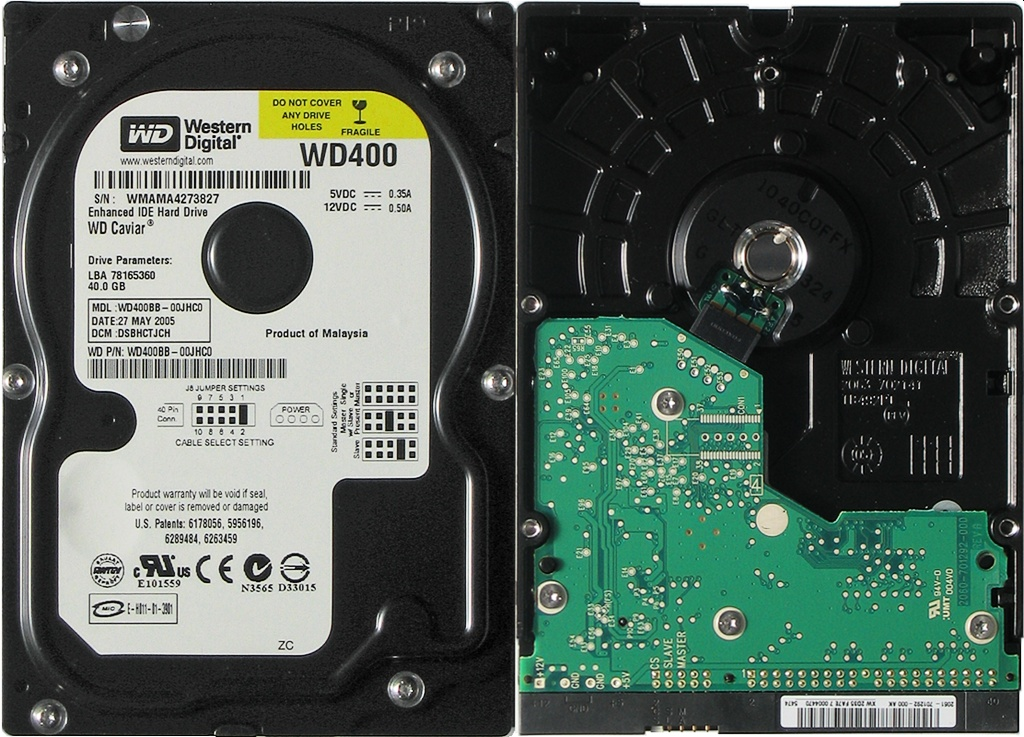
Western Digital WD400 40 GB-os és 7.200 min−1
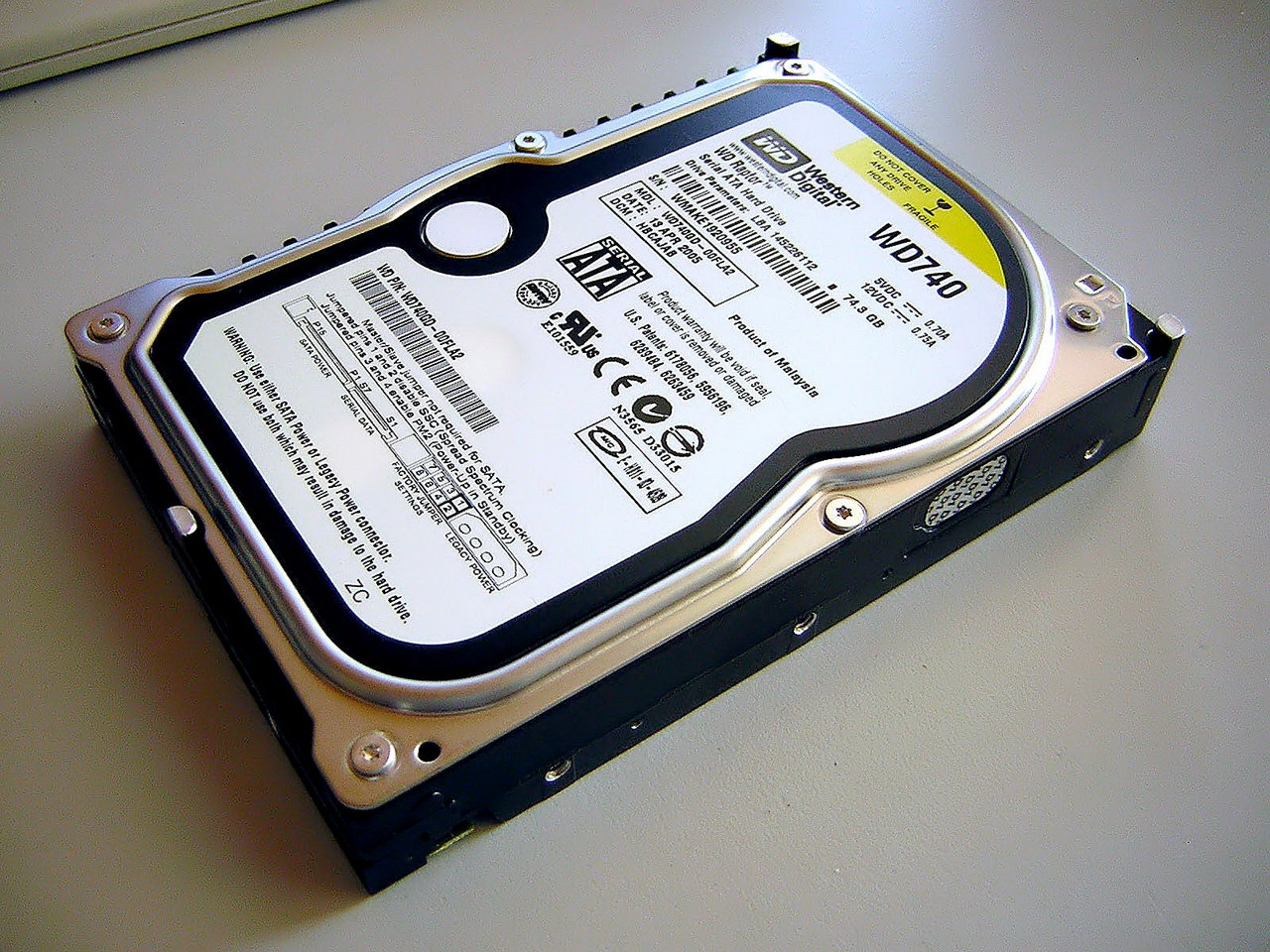
Western Digital WD740 Raptor 74 GB-os és 10.000 min−1 SATA
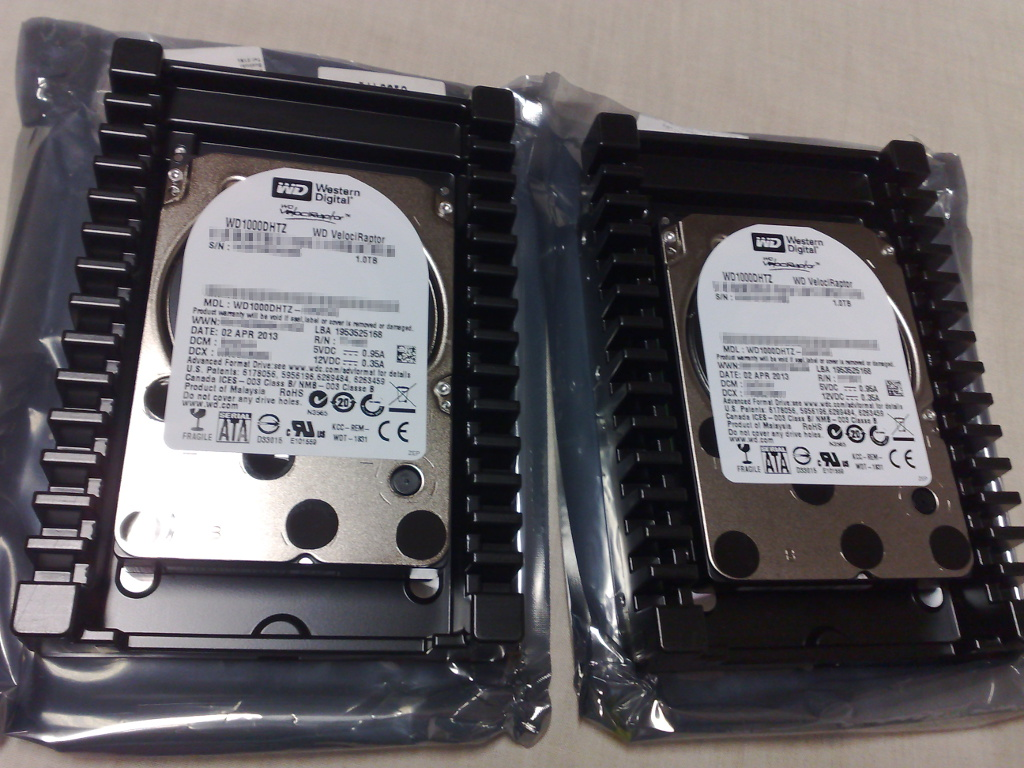
Két Western Digital 1 TB VelociRaptors WD1000DHTZ